# Andrea Checchi
Andrea Checchi est un acteur italien, né le 21 octobre 1916 à Florence (Toscane) et mort le 29 mars 1974 à Rome.

## Biographie
Andrea Checchi a joué dans plus de 150 films dans sa longue carrière, de 1934 à sa mort en 1974. Après avoir étudié la peinture à l'Académie des beaux-arts de Florence, il s'installe à Rome, et suit les cours d'art dramatique du réalisateur Alessandro Blasetti, qui lui donne un petit rôle dans le film 1860. Après avoir obtenu son diplôme au Centro Sperimentale di Cinematografia, il joue son premier rôle majeur en 1940, dans le film dramatique Les Cadets de l'Alcazar (L'assedio di Alcazar) d'Augusto Genina. Il joue ensuite, et entre autres, dans Deux lettres anonymes de Mario Camerini (pour lequel il reçoit le « Ruban d'argent » du meilleur acteur), Chasse tragique de Giuseppe de Santis (1947), La Dame sans camélia de Michelangelo Antonioni (1953), La ciociara de Vittorio De Sica (1960), parmi nombre d'autres films. En 1958, il remporte le prix du meilleur acteur du « Syndicat national des journalistes cinématographiques italiens » pour sa performance dans le film Parola di ladro (1957) de Nanni Loy. En 1971, il a joué avec Giancarlo Giannini dans E le stelle stanno un guardare, une adaptation du roman de A. J. Cronin, Sous le regard des étoiles.

## Télévision
- Le inchieste del commissario Maigret, Série télévisée (1964-1972)